# Villécloye
Villécloye ist eine französische Gemeinde mit 250 Einwohnern (Stand: 1. Januar 2022) im Département Meuse in der Region Grand Est (bis 2015 Lothringen). Sie gehört zum Arrondissement Verdun und zum Kanton Montmédy.

## Geografie
Villécloye liegt an der Mündung des Othain in die Chiers, unmittelbar östlich von Montmédy und fünf Kilometer von der Grenze zu Belgien entfernt.

## Bevölkerungsentwicklung
| Jahr                       | 1962 | 1968 | 1975 | 1982 | 1990 | 1999 | 2006 | 2019 |
| Einwohner                  | 236  | 194  | 172  | 174  | 192  | 226  | 234  | 267  |
| Quellen: Cassini und INSEE |      |      |      |      |      |      |      |      |

## Sehenswürdigkeiten
- Kirche Saint-Maximin aus dem 18. Jahrhundert
- Kapelle Sainte-Ernelle aus dem 19. Jahrhundert

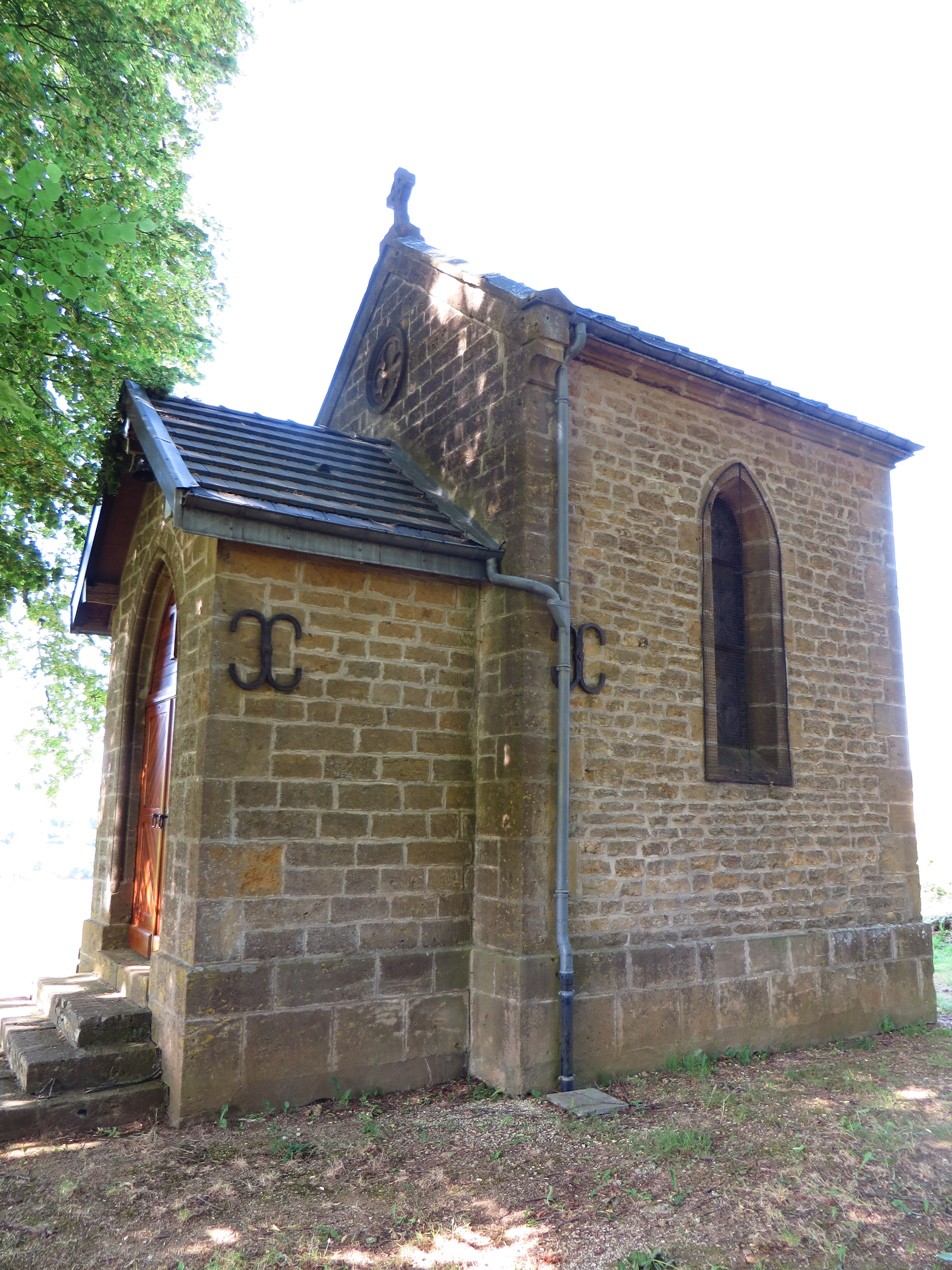
Kapelle Sainte-Ernelle